# یهودیان فرانسوی در اسرائیل
یهودیان فرانسوی در اسرائیل (به انگلیسی: French Jews in Israel) مهاجران و نوادگان مهاجران جوامع یهودی فرانسه هستند که اکنون در داخل کشور اسرائیل اقامت دارند. تعداد آنها در سال ۲۰۱۲ بیش از ۲۰۰٬۰۰۰ نفر بود.
امروزه اکثر یهودیان در فرانسه از اصل و نسب مغربی هستند. بیشتر مهاجران اخیر از فرانسه به اسرائیل را یهودیان با اصل و نسب شمال آفریقا تشکیل می‌دهند.
هرچند یهودیان فرانسوی از هنگام تشکیل این کشور در سال ۱۹۴۸ به اسرائیل مهاجرت کرده‌اند، اما از سال ۲۰۰۰ به دلیل یهود ستیزی، مهاجرت افزایش یافته است. بیش از ده درصد از جامعه یهودی فرانسه بین سال‌های ۲۰۰۰ تا ۲۰۱۷ به اسرائیل مهاجرت کردند.

## تاریخچه
بین سال‌های ۲۰۰۰ تا ۲۰۰۹، تعداد ۱۳٬۰۰۰ نفر از یهودیان فرانسوی به طرح مهاجرت به اسرائیل پیوستند که بیشتر به خاطر رشد یهودستیزی در فرانسه بود. اوج مهاجرت در سال ۲۰۰۵ با ۲٬۹۵۱ اولیم (olim) بود. هرچند در نهایت ۲۰ تا ۳۰ درصد از آنها به فرانسه بازگشتند. بعد از انتخاب نیکولا سارکوزی به عنوان رئیس‌جمهور فرانسه، به خاطر اینکه جامعه یهودیان فرانسه احساس امنیت و آرامش می‌کردند تعداد افرادی که طی طرح مهاجرت به اسرائیل در حال ترک فرانسه بودند افت شدیدی پیدا کرد. در سال ۲۰۱۰، فقط ۱٬۲۸۶ یهودی فرانسوی به طرح مهاجرت به اسرائیل پیوستند.
در سال ۲۰۱۲، حدود ۲۰۰٬۰۰۰ نفر شهروند فرانسوی در اسرائیل زندگی می‌کردند. در همین سال و به دنبال انتخاب فرانسوا اولاند به عنوان رئیس‌جمهور فرانسه و رخداد تیراندازی در مدرسه یهودی در شهر تولوز، همچنین تداوم فعالیت‌های یهود ستیزی و بحران اقتصادی اروپا، تعداد افراد یهودیان فرانسوی که مبادرت به خرید ملک در اسرائیل می‌کردند رو به فزونی گذاشت. در ماه اوت ۲۰۱۲، طبق گزارشی اعلام گردید که طی پنج ماه بعد از رخداد تیراندازی تولوز، حملات صهیونیست‌ستیزی رشد ۴۰ درصدی داشته است و بسیاری از یهودیان فرانسوی به‌طور جدی موضوع مهاجرت به اسرائیل را مد نظر قرار داده‌اند. در سال ۲۰۱۳، ۳٬۱۲۰ نفر یهودی فرانسوی به اسرائیل مهاجرت کردند که نمایانگر رشد ۶۳ درصدی نسبت به سال قبل بود. در دو ماه ابتدایی سال ۲۰۱۴، یهودیان فرانسوی شرکت کننده در طرح مهاجرت به اسرائیل با رشد سریع ۳۱۲ درصدی به ۸۵۴ نفر بالغ گردید. مهاجرت یهودیان فرانسوی از این کشور در سال ۲۰۱۴ را به عوامل متعددی نسبت داده‌اند که از جمله اقتصاد راکد اروپا و همزمان نرخ بیکاری بالای جوانان، همچنین افزایش یهودی‌ستیزی بود که طی آن بسیاری از یهودیان توسط اوباش محلی و دسته‌های جنایتکار مورد آزار و اذیت و حمله قرار گرفتند.
یک پژوهش انجام گرفته در ماه مه ۲۰۱۴ نشان داد که ۷۴ درصد از یهودیان فرانسوی در نظر دارند به اسرائیل بروند، ۲۹٫۹ درصد از آنها دلیل این تصمیم خود را یهودستیزی عنوان کردند. ۲۴٫۴ درصد این تصمیم را به خاطر «حفظ نمودن یهودیت آنها» (preserve their Judaism) در حالی که ۱۲٫۴ درصد از آنها گفتند که توسط کشورهای دیگر جذب شده‌اند. ۷٫۵ درصد از پاسخ دهندگان، به «ملاحظات اقتصادی» اشاره کردند. در ماه ژوئن ۲۰۱۴، برآورد گردید که تا پایان سال ۲۰۱۴ یک درصد از جامعه یهودیان فرانسوی به طرح مهاجرت به اسرائیل ملحق شوند که این امر بیشترین تعداد در مدت یکسال طی سالیان قبل بود. بسیاری از رهبران یهود گفتند که انگیزه مهاجرت ترکیبی از چند عامل است که از جمله آنها می‌توان از جذابیت فرهنگی اسرائیل و مشکلات اقتصاد فرانسه، به خصوص برای نسل جوان که با توانایی سایر فرصت‌های اقتصادی اجتماعی در اقتصاد پر طراوت اسرائیل جذب می‌شوند، نام برد. در طی سال ۵۷۷۴ عبری (سپتامبر ۲۰۱۳ تا سپتامبر ۲۰۱۴) برای اولین مرتبه، یهودیانی که از فرانسه در طرح مهاجرت به اسرائیل شرکت کردند، با حدود ۶۰۰۰ یهودی فرانسوی، بیشتر از سایر کشورها بود که بیشتر به خاطر رواج بالای یهودستیزی، خشونت ضد صهیونیست و طرفداری از فلسطین، نارضایتی اقتصادی بود و در اواخر سپتامبر ۲۰۱۴ کشور فرانسه را در صدر کشورهایی قرار داد که در طرح مهاجرت به اسرائیل شرکت کردند. در ماه ژانویه ۲۰۱۵، حوادثی همچون تیراندازی در دفتر شارلی ابدو و بحران گروگانگیری پورت دو ونسن (Porte de Vincennes) موجی از ترس در بین جامعه یهودیان فرانسوی ایجاد کرد. در نتیجه این حوادث، آژانس یهود یک طرح مهاجرت به اسرائیل برای ۱۲۰٬۰۰۰ نفر از یهودیان فرانسوی تدارک دید که تمایل داشتند به طرح مهاجرت به اسرائیل بپیوندند.اضافه بر این، با عدم تحرک اقتصاد اروپا در اوائل سال ۲۰۱۵، بسیاری از متخصصان، تاجران و سرمایه‌داران از قشر مرفه یهودیان فرانسوی، اسرائیل را به عنوان مامنی برای سرمایه‌گذاری بین‌المللی، همچنین فرصت‌های جدید تجارت و شغلی در نظر گرفتند. افزون بر این، دوو مَیمون (Dov Maimon)، مهاجر یهودی فرانسوی که موضوع مهاجرت را در اندیشکده مردم یهود به عنوان همکار ارشد مورد مطالعه قرار داد، پیش‌بینی کرد که تا سال ۲۰۳۰، تعداد یهودیان فرانسوی که در طرح مهاجرت به اسرائیل شرکت کنند به ۲۵۰٬۰۰۰ نفر بالغ گردد.
چند ساعت بعد از حمله تروریستی سن کانتن فالاویر در نزدیکی شهر لیون در روز ۲۶ ژوئن ۲۰۱۵، که طی آن پرچم داعش بر روی نرده حصار کارخانه گاز برافراشته شد و سر بریده شده یک تاجر محلی در کنار پرچم‌ها بر روی نرده قرار گرفت، وزیر مهاجرت و جذب یهودیان، زیو الکین (Ze’ev Elkin) به شدت خواستار این شد تا جامعه یهودیان فرانسوی به اسرائیل مهاجرت کنند و آن را اولویت ملی اسرائیل دانست تا ورود یهودیان فرانسوی را با آغوش باز گرامی بدارد. مهاجرت از فرانسه در حال افزایش بود، در نیمه ابتدایی سال ۲۰۱۵ در حدود ۵٬۱۰۰ نفر یهودی فرانسوی در طرح مهاجرت به اسرائیل شرکت کردند که این تعداد ۲۵ درصد بیشتر از مدت مشابه در سال قبل بود.
در سال ۲۰۱۵ در مجموع ۷٬۸۳۵ نفر از مردم فرانسه به اسرائیل نقل مکان کردند. این تعداد در سال ۲۰۱۶ به ۵٬۲۰۰ نفر و در سال ۲۰۱۷ به ۳٬۵۰۰ نفر کاهش یافت. با تداوم روند کاهشی، تعداد مهاجرین در سال ۲۰۱۸ به ۲٬۴۱۶ نفر و در سال ۲۰۱۹ به ۲٬۲۲۷ نفر رسید.

## افراد برجسته
- سارا آدلر، بازیگر اسرائیلی فرانسوی.[۲۹]
- جاناتان آسوس[۳۰][۳۱]
- پاتریک دراحی
- ناداف گیدج، خواننده و بازیگر اسرائیلی
- شارن هاسکل
- گیلعاد شلیط[۳۲]
- امیر حداد، خواننده اسرائیلی فرانسوی